# سيسيل رودس (لاعب دوري الرغبي)
سيسيل رودس (بالإنجليزية: Cecil Rhodes)‏ هو لاعب دوري الرغبي أسترالي، ولد في 1901، وتوفي في 1966.